# Білоцерківський Василь Якович
Василь Якович Білоцерківський (18 березня 1928, с. Одринка Нововодолазького району Харківської області — 3 грудня 2018, м. Харків) — професор кафедри історії України Харківського національного педагогічного університету імені Григорія Сковороди, доктор історичних наук.

## Біографія
Народився 18 березня 1928 року в с.Одринка Нововодолазького району Харківської області. Навчався у Харківському державному університеті імені О. М. Горького на історичному факультеті. З 1953 р. працював вчителем історії Обертинської середньої школи Станіславської області, директором Тимофіївської середньої школи, директором Коротичанської середньої школи.
У 1960—1963 роках навчався в аспірантурі ХДУ. У 1964 році захистив кандидатську дисертацію і став працювати у вищий школі: спочатку в ХДУ, з 1978 р. в Харківському інституті механізації та електрифікації сільського господарства. У 1987 році захистив докторську дисертацію — одну із перших дисертацій в УРСР присвячених проблемі розвитку української культури.
У 1990—2001 рр. обіймав посаду завідувача кафедри історії України ХДПУ імені Г. С. Сковороди. З 2001 р. працював професором кафедри історії України ХНПУ імені Г. С. Сковороди, керував аспірантами та докторантами, був членом спеціалізованої вченої ради Харківської академії культури. Під його керівництвом захищено 15 кандидатських дисертацій.